# جون لويد مورغان
جون لويد مورغان (بالإنجليزية: John Lloyd Morgan)‏ هو محامي وسياسي بريطاني (وحمل سابقاً جنسية المملكة المتحدة لبريطانيا العظمى وأيرلندا)، ولد في 13 فبراير 1861 في المملكة المتحدة، وتوفي في 17 مايو 1944. حزبياً، نشط في الحزب الليبرالي.

## مناصب
- في الانتخابات الفرعية في مجلس العموم البريطاني [الإنجليزية]‏، انتخب عضو برلمان المملكة المتحدة الـ24 عن دائرة West Carmarthenshire (UK Parliament constituency) [الإنجليزية]‏ (17 يوليو 1889 – 28 يونيو 1892).
- في الانتخابات العمومية البريطانية 1892 [الإنجليزية]‏، انتخب عضو برلمان المملكة المتحدة الـ25 عن دائرة West Carmarthenshire (UK Parliament constituency) [الإنجليزية]‏ (4 يوليو 1892 – 8 يوليو 1895).
- في الانتخابات العمومية البريطانية 1895 [الإنجليزية]‏، انتخب عضو برلمان المملكة المتحدة الـ26 عن دائرة West Carmarthenshire (UK Parliament constituency) [الإنجليزية]‏ (13 يوليو 1895 – ).
- في الانتخابات العمومية البريطانية 1900 [الإنجليزية]‏، انتخب عضو برلمان المملكة المتحدة الـ27 عن دائرة West Carmarthenshire (UK Parliament constituency) [الإنجليزية]‏ ( – 8 يناير 1906).
- في الانتخابات العامة في المملكة المتحدة 1906 [الإنجليزية]‏، انتخب عضو برلمان المملكة المتحدة الـ28 عن دائرة West Carmarthenshire (UK Parliament constituency) [الإنجليزية]‏ (12 يناير 1906 – 10 يناير 1910).
- في الانتخابات العمومية البريطانية في يناير 1910 [الإنجليزية]‏، انتخب عضو برلمان المملكة المتحدة الـ29 عن دائرة West Carmarthenshire (UK Parliament constituency) [الإنجليزية]‏ (15 يناير 1910 – نوفمبر 1910).